# Landdag van Sleeswijk-Holstein

Logo

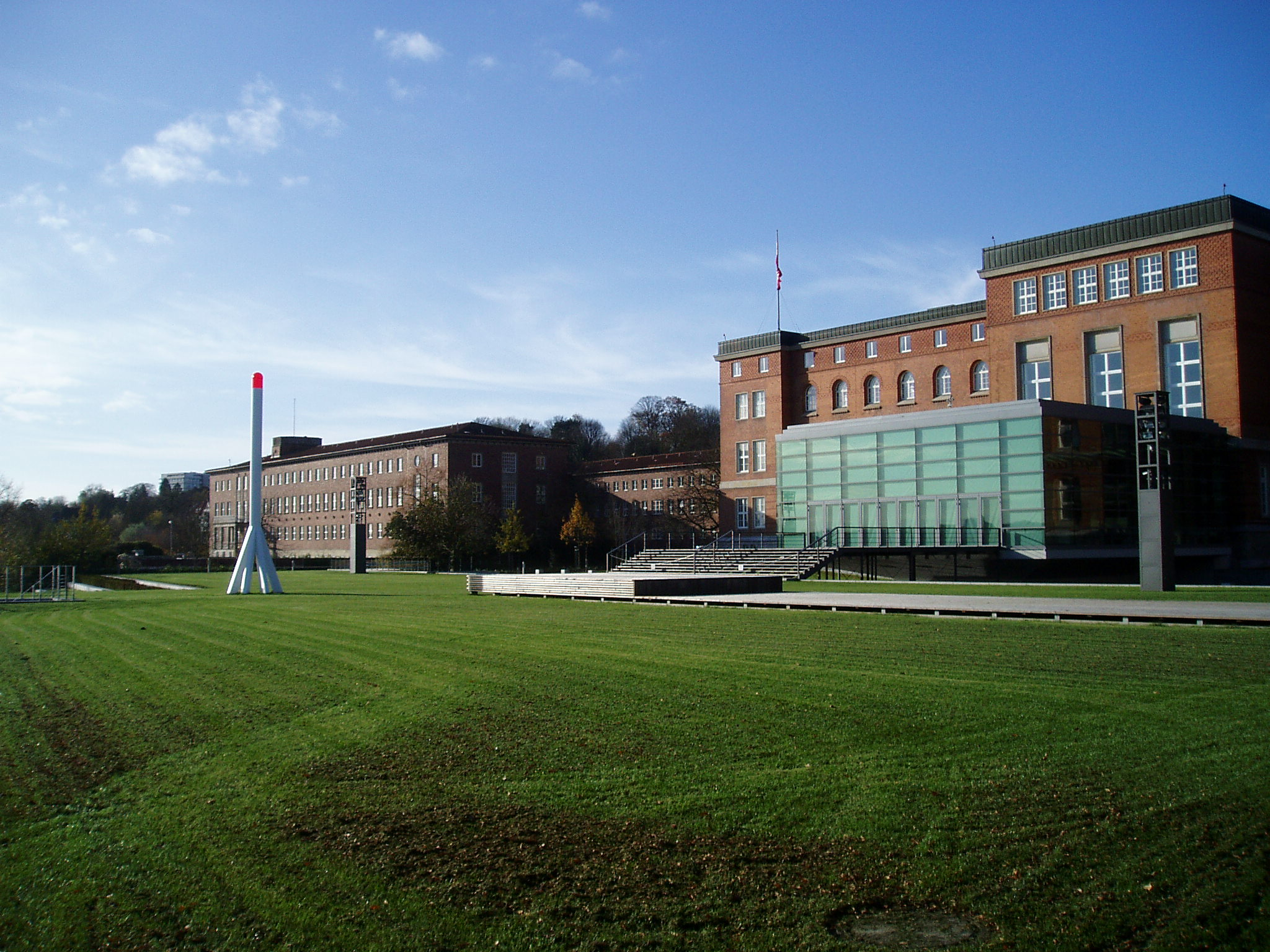
Het parlementsgebouw in Kiel

De Landdag van Sleeswijk-Holstein is het parlement van de Duitse deelstaat Sleeswijk-Holstein. Het parlement heeft in principe 69 leden, maar kan door Überhangmandate meer leden tellen. De Landdag vergadert in het Landeshaus in Kiel.

## Kiesrecht
Sinds de verkiezingen van 2012 is Sleeswijk-Holstein verdeeld in 35 kiesdistricten. Eerder waren dat er 40 en 45. Sleeswijk-Holstein hanteert het systeem met Ausgleichsmandaten. Dat betekent dat de samenstelling van de Landdag een zuivere afspiegeling moet zijn van de uitslag van de Partijlijsten in de gehele deelstaat. In de praktijk betekent dit dat als een partij wegens het aantal gewonnen districtzetels meer zetels heeft dan waar zij volgens de evenredige vertegenwoordiging recht op zou hebben, aan de andere partijen extra zetels worden toegekend zodat uiteindelijk de onderlinge verhouding overeenkomt met de uitslag van de tweede stemmen.
Sleeswijk-Holstein kent een kiesdrempel van 5%, maar deze drempel geldt niet voor de vertegenwoordiger van de Deense minderheid, de SSW.

## Zetelverdeling 1947-heden
In dit overzicht worden de zetelverdelingen weergegeven zoals die bij de parlementsverkiezingen werden bepaald. De beige gekleurde vakken duiden de partijen aan die na de betreffende verkiezingen vertegenwoordigd waren in de regering van Sleeswijk-Holstein.
| Jaar | Leden | SPD | CDU | FDP | Grüne | SSW | AfD | BHE | Overige       |
| ---- | ----- | --- | --- | --- | ----- | --- | --- | --- | ------------- |
| 1947 | 70    | 43  | 21  | –   | –     | 6   | –   | –   | –             |
| 1950 | 69    | 19  | 16  | 8   | –     | 4   | –   | 15  | 7 (DP)        |
| 1954 | 69    | 25  | 25  | 5   | –     | –   | –   | 10  | 4 (SHB)       |
| 1958 | 69    | 26  | 33  | 3   | –     | 2   | –   | 5   | –             |
| 1962 | 69    | 29  | 34  | 5   | –     | 1   | –   | –   | –             |
| 1967 | 73    | 30  | 34  | 4   | –     | 1   | –   | –   | 4 (NPD)       |
| 1971 | 73    | 32  | 40  | –   | –     | 1   | –   | –   | –             |
| 1975 | 73    | 30  | 37  | 5   | –     | 1   | –   | –   | –             |
| 1979 | 72    | 31  | 37  | 4   | –     | 1   | –   | –   | –             |
| 1983 | 74    | 34  | 39  | –   | –     | 1   | –   | –   | –             |
| 1987 | 74    | 36  | 33  | 4   | –     | 1   | –   | –   | –             |
| 1988 | 74    | 46  | 27  | –   | –     | 1   | –   | –   | –             |
| 1992 | 89    | 45  | 32  | 5   | –     | 1   | –   | –   | 6 (DVU)       |
| 1996 | 74    | 33  | 30  | 4   | 6     | 1   | –   | –   | –             |
| 2000 | 89    | 41  | 33  | 7   | 5     | 3   | –   | –   | –             |
| 2005 | 69    | 29  | 30  | 4   | 4     | 2   | –   | –   | –             |
| 2009 | 95    | 25  | 34  | 14  | 12    | 4   | –   | –   | 6 (Die Linke) |
| 2012 | 69    | 22  | 22  | 6   | 10    | 3   | –   | –   | 6 (Piraten)   |
| 2017 | 73    | 21  | 25  | 9   | 10    | 3   | 5   | –   | –             |

## Voorzitters van de Landdag
| Voorzitters van de Landdag van Sleeswijk-Holstein | Voorzitters van de Landdag van Sleeswijk-Holstein | Voorzitters van de Landdag van Sleeswijk-Holstein |
| Persoon                                           | Periode                                           | Partij                                            |
| ------------------------------------------------- | ------------------------------------------------- | ------------------------------------------------- |
| Paul Husfeldt                                     | 1946                                              | CDU                                               |
| Karl Ratz                                         | 1946–1954                                         | SPD                                               |
| Walther Böttcher                                  | 1954–1959                                         | CDU                                               |
| Claus-Joachim von Heydebreck                      | 1959–1964                                         | CDU                                               |
| Paul Rohloff                                      | 1964–1971                                         | CDU                                               |
| Helmut Lemke                                      | 1971–1983                                         | CDU                                               |
| Rudolf Titzck                                     | 1983–1987                                         | CDU                                               |
| Lianne Paulina-Mürl                               | 1987–1992                                         | SPD                                               |
| Ute Erdsiek-Rave                                  | 1992–1996                                         | SPD                                               |
| Heinz-Werner Arens                                | 1996–2005                                         | SPD                                               |
| Martin Kayenburg                                  | 2005–2009                                         | CDU                                               |
| Torsten Geerdts                                   | 2009–2012                                         | CDU                                               |
| Klaus Schlie                                      | 2012–heden                                        | CDU                                               |